# Socgorodok (Oblast' autonoma ebraica)
Socgorodok (in lingua russa Соцгородок) è un centro abitato dell'Oblast' autonoma ebraica, situato nel Smidovičskij rajon.